# Joy (película)
Joy es una película biográfica de comedia dramática estadounidense de 2015, dirigida por David O. Russell y escrita por él mismo junto a Annie Mumolo. La película narra la historia de una madre soltera con dos hijos, Joy Mangano, quien inventó el "Miracle Mop" y se convirtió en la presidenta de Ingenious Designs, LLC. Los protagonistas de la cinta son Jennifer Lawrence como Joy Mangano, Bradley Cooper como un ejecutivo de la Home Shopping Network, Robert De Niro como el padre de Mangano y Édgar Ramírez como el exmarido de Joy.
El rodaje comenzó en Boston el 16 de febrero de 2015 y la película se estrenó el 25 de diciembre del mismo año.

## Personajes
- Jennifer Lawrence como Joy Mangano, una inventora, empresaria, madre divorciada con hijos.[1]
  - Isabella Crovetti-Cramp como Joy Mangano (joven).[2]
- Bradley Cooper como un ejecutivo de la Home Shopping Network que ayuda a Joy con el 'Miracle Mop', dándole un gran impulso.[3]
- Robert De Niro como el padre de Joy.[4]
- Édgar Ramírez como Tony Miranne, un venezolano compañero de clase de Joy, y más tarde su esposo - de quien se divorcia.[5]
- Elisabeth Röhm como Peggy, hermana de Joy.[6]
- Dascha Polanco como Jackie, mejor amiga de Joy.[7]
- Isabella Rossellini[8]
- Diane Ladd[8]
- Virginia Madsen[8]
- Donna Mills[9]

## Producción
En enero de 2014, David O. Russell dio a conocer su próximo proyecto, además anunció que se encargaría para volver a escribir y dirigir una película drama sobre la extraordinaria historia de vida de una inventora y empresaria americana Joy Mangano, su lucha en Long Island siendo madre soltera de dos hijos. Russell contrató a Jennifer Lawrence para desempeñar el papel principal en la película, que John Davis y John Fox podrían producir la película de Davis Entertainment junto con Ken Mok, mientras que 20th Century Fox sería titular del derecho de distribución.
A principios de noviembre de 2014, Russell dijo que es "una gran oportunidad para hacer algo que Jennifer no había realizado"; también reveló que le gustaría tener a Robert De Niro en la película y se creó un papel para Bradley Cooper como coprotagonista de la película. El 11 de noviembre, se informó de que De Niro estaba en negociaciones finales para volver a trabajar con Russell y Lawrence en la película para interpretar al padre de Mangano. Ellos ya habían trabajado juntos en el año 2012 en Silver Linings Playbook y De Niro hizo un cameo en American Hustle en el año 2013. Russell reescribió el guion de Annie Mumolo. Más tarde, el 17 de noviembre, De Niro confirmó su participación, diciendo: «Sí, me voy a hacer algo con ellos. Voy a interpretar a un padre».
A principios de diciembre de 2014, Cooper fue establecido oficialmente como estrella junto con Lawrence, interpretando a un ejecutivo de la "Home Shopping Network" que da ayuda a Joy en el 'Miracle Mop'. Melissa Leo se rumoreaba que estaría en el reparto de la película. El 8 de diciembre, Édgar Ramírez se unió al reparto como Tony Miranne, excompañero de Universidad Pace y ahora exmarido de Joy. Otros miembros del reparto, como Isabella Rossellini, Diane Ladd y Virginia Madsen, fueron dados a conocer el 17 de febrero de 2015. Isabella Crovetti-Cramp interpretaría a Joy de joven. En el mes de febrero, otro título de trabajo fue revelado, que sería "Kay's Baptism."  Elisabeth Röhm se unió al reparto, como Peggy, la hermana de Joy Mangano, que se reveló el 27 de febrero de 2015.

### Filmación
El rodaje comenzó el 9 de febrero de 2015 en Boston, Massachusetts, con los que fue la tercera película de Russell rodada en la zona  justo después de que De Niro terminara el rodaje de Dirty Grandpa.  Por nevadas en la ciudad, el rodaje se reprogramó para el 19 de febrero, en Federal Street en Wilmington, MA, hasta el 26 de febrero. Pero el rodaje de la película comenzó en Boston el 16 de febrero de 2015. El 19 de febrero, Lawrence vio el rodaje con una niña, su hija en la pantalla. El 20 de febrero, Lawrence y Ramírez estuvieron en el rodaje. En Wilmington, el rodaje se prolongó hasta el 26 de febrero de 2015. Después de acabar en Wilmington, la producción se trasladó a North Reading, donde el rodaje se llevó a cabo del 2 al 4 de marzo de 2015. El rodaje en North Reading tuvo lugar el 11 y 12 de marzo. Más tarde, el 17 de marzo de 2015, los miembros de la producción fueron vistos filmando en Winchester, MA. El 23 de marzo, el rodaje se realizó en North Reading, nuevamente. Entre el 4 y el 7 de abril, Lawrence y De Niro fueron vistos filmando en Lynn, MA. El 8 de abril, el rodaje tuvo lugar en el Hotel Hawthorne, en Salem, Massachusetts. El 11 de abril, la producción se instaló para el rodaje, que tuvo lugar en Washington Street en el centro de Haverhill, MA el 14 de abril.

## Estreno
La película tuvo su estreno el 25 de diciembre de 2015. El primer tráiler de la película se dio a conocer el 15 de julio de 2015.

## Premios y nominaciones
| Premio                                     | Categoría                                               | Receptores | Resultado | Ref(s)        |
| ------------------------------------------ | ------------------------------------------------------- | --- | --------- | ------------- |
| Premios Óscar                              | Mejor actriz                                            | Jennifer Lawrence | Nominada  | [ 28 ]        |
| Globos de Oro                              | Mejor película - Comedia o musical                      | Joy | Nominada  | [ 29 ] [ 30 ] |
| Globos de Oro                              | Mejor actriz - Comedia o musical                        | Jennifer Lawrence | Ganadora  | [ 29 ] [ 30 ] |
| Crítica de Detroit                         | Mejor actriz                                            | Jennifer Lawrence | Nominada  | [ 31 ]        |
| Crítica de Detroit                         | Mejor reparto                                           | Jennifer Lawrence, Bradley Cooper, Robert De Niro, Édgar Ramírez, Elisabeth Röhm, Isabella Rossellini, Diane Ladd, Virginia Madsen | Nominados | [ 31 ]        |
| Círculo de Críticos de Phoenix             | Mejor actriz                                            | Jennifer Lawrence | Nominada  | [ 32 ]        |
| Círculo de Críticos de Phoenix             | Mejor comedia                                           | Joy | Nominada  | [ 32 ]        |
| Festival de Capri-Hollywood                | Mejor guion original                                    | David O. Russell & Annie Mumolo | Ganadores | [ 33 ]        |
| Editores de Cine de Estados Unidos         | Mejor montaje en una película de comedia o musical      | Jay Cassidy | Nominado  | [ 34 ] [ 35 ] |
| Premios Artio (Casting Society of America) | Comedia de gran presupuesto                             | Mary Vernieu, Lindsay Graham, Angela Peri                                                                                          | Nominados | [ 36 ] [ 37 ] |
| Gremio de directores artísticos (ADG)      | Mejor dirección artística en una película contemporánea | Judy Becker | Nominada  | [ 38 ] [ 39 ] |
| Crítica de Denver                          | Mejor comedia                                           | Joy | Nominada  | [ 40 ] [ 41 ] |
| Gremio de diseñadores de vestuario (CDG)   | Mejor vestuario en una película contemporánea           | Michael Wilkinson | Nominado  | [ 42 ]        |
| MTV Movie Awards 2016                      | Mejor historia real                                     | Joy | Nominada  | [ 43 ]        |
| MTV Movie Awards 2016                      | Mejor actriz                                            | Jennifer Lawrence | Nominada  | [ 43 ]        |